# Allô Police (série télévisée)
Pour les articles homonymes, voir Allô Police.
 (juillet 2023).
 (mai 2020).
Allô Police est une série télévisée française, créée sur une idée de Jean Dewever et Pierre Gouta. Série de 36 histoires de 58 minutes (en moyenne), diffusée entre le 24 décembre 1966 et le 24 juillet 1970, sur la deuxième chaîne de l'ORTF.

## Synopsis
La vie quotidienne d'un commissariat de police parisien, qui doit faire face aux multiples faits divers quotidiens. Six personnages principaux font la vie de ce commissariat, et sont régulièrement mobilisés pour élucider ces faits divers, parfois peu ordinaires.

## Distribution
- Guy Tréjan : le commissaire Robert Lambert. Il offre l'aspect d'un homme affable et distingué, soigneux de sa personne. Le visage est empreint de courtoisie, mais capable de malice. Lambert a 45 ans. Il est marié, sans enfant. Licencié en droit, il sait faire travailler sa matière grise. Il a le respect de tous, et l'admiration de ses officiers de police.
- André Thorent : le commissaire adjoint et officier de police Roger Francin. Solide, trapu, carré, 40 ans, célibataire. Le plus "policier" des collaborateurs du commissaire Lambert. Il aime son métier qu'il mène en loup solitaire et taciturne. Mais sous cette apparente dureté se cache un grand souci de justice et d'humanité.
- Fernand Berset : l'officier de police Albert Abadie. Un méridional massif de 45 ans, dont le visage débonnaire porte, en ornement essentiel, une grosse moustache noire. C'est le "comique" de l'équipe. Un bon policier pantouflard qui ne court pas après le boulot et qui n'a qu'une ambition, faire son métier le plus humainement possible.
- Bernard Rousselet : l'officier de police Gilbert Mareuil. Une trentaine d'années, un peu blasé mais élégant de tenue. C'est le séducteur du commissariat. Son physique plaît aux dames, mais son charme ne facilite pas toujours le déroulement de ses enquêtes.
- Claude Ruben : le brigadier-enquêteur Leblanc. 25 ans, frais émoulu de l'école de police de Beaujon. Fils d'un policier mort au feu, il entend faire carrière dans la police. C'est le "chien fou" de l'équipe, qui accepte toutes les tâches, persuadé que chaque enquête l'enrichit.
- Marion Loran : Mlle Moreau. Jeune, blonde, d'allure sportive, c'est la contractuelle attachée au commissariat qui fait office de secrétaire et s'occupe des cartes d'identité. Vivant différemment d'eux,  le camping, la varappe qu'elle pratique dans la forêt de Fontainebleau le week end, elle se fait gentiment taquiner par les policiers mais a de la répartie et parfois aide à l'élucidation d 'une enquête. Pas du tout "un peu bébête" comme l'insinue le profil indiqué dans le no 459 de Télé 7 jours et à partir des textes de Pierre Lamblin et G.A. Pakar, mais bien dynamique, entreprenante et débrouillarde.

- Un septième personnage apparaît régulièrement au cours de certains épisodes : le commissaire de la police judiciaire Martial, interprété par Raymond Loyer, un ami du commissaire Lambert, qui essaie parfois de coiffer son collègue au poteau pour débrouiller les affaires…

Nota : les profils indiqués ci-dessus sont issus de la présentation des personnages faite dans le no 459 de Télé 7 jours et à partir des textes de Pierre Lamblin et G.A. Pakar.

## Présentation des épisodes
Les résumés des différentes histoires donnés ci-après sont issus du magazine Télé 7 jours. Dans la liste seront repérées celles qui ont été novélisées par G.A. Pakar et Pierre Lamblin.
Dans tous les "épisodes", on retrouve - sauf indication contraire - les comédiens suivants : Guy Tréjan (Le commissaire Lambert), André Thorent (le commissaire adjoint Francin), Fernand Berset (Abadie), Bernard Rousselet (Mareuil), Claude Ruben (Leblanc), et Marion Loran (Mlle Moreau).
Quant aux autres comédiens présents dans les différents épisodes, leurs noms sont donnés par ordre alphabétique.

## Saison 1
Les épisodes sont diffusés sur la 2e chaîne de l’ORTF, de 20 h 15 à 20 h 30 en semaine, puis de 18 h 30 à 19 h 30 le dimanche.

### Histoire 1: Pluchard
Pour les articles homonymes, voir Pluchard.
- Dates de diffusion : 24, 26, 27, 28 et 29 décembre 1966

- Réalisation : Robert Guez.
- Scénario : Raymond Caillava.
- Adaptation : Jean-Charles Tacchella.
- Dialogue : Jean-Charles Tacchella.

- Avec : Lucien Barjon (M. Dubarry) / Jean-Marie Bon / Madeleine Lebeau / Raymond Loyer (Martial) / Rogers / Jackie Sardou / Annie Roudier / Jean-Paul Tribout / Michèle Vernier

Cette histoire est adaptée au chapitre I de l’ouvrage “Allo police” de Pierre Lamblin.
- Résumé : Pluchard, un cambrioleur qui s’était introduit dans un appartement, a réussi à s’échapper à l’arrivée de la police. D’après l’enquête, tout porte à croire que Pluchard serait également l’auteur d’un important cambriolage perpétré chez le restaurateur Dubarry. Ce dernier est ruiné : on lui a volé la somme qu’il venait d’emprunter. Mme Pluchard, la femme du cambrioleur, vient révéler aux policiers que son mari ne s’est jamais introduit chez Dubarry. Mais Pluchard est assassiné…

### Histoire 2: Fausse monnaie
- Dates de diffusion : 30, 31 décembre 1966, 2, 3 et 4 janvier 1967

- Réalisation : Robert Guez.
- Scénario : Raymond Caillava.
- Adaptation : Jean-Charles Tacchella.
- Dialogue : Jean-Charles Tacchella.

- Avec : Georges Aubert / Marc Champel / Maurice Cousonneau / Christine Delaroche / Jacques Gripel (Carabi) / Nicole Guéden / Pierre Leproux / Robert Rollis / César Torres / Janine Vila (Gabrielle)

Cette histoire est adaptée au chapitre II de l’ouvrage “Allo police” de Pierre Lamblin.
- Résumé : On s’aperçoit que de faux billets sont écoulés dans le quartier. Une jeune femme, Gabrielle, apprenant qu’une enquête est ouverte, se rend à la poste pour expédier un mandat. Un pickpocket qui lui subtilise son portefeuille y trouve une lettre adressée au commissaire de police où la jeune fille dit son intention de mettre fin à ses jours…

### Histoire 3: Visites intéressées
- Dates de diffusion : 5, 6, 7, 9 et 10 janvier 1967

- Réalisation : Robert Guez.
- Scénario : Raymond Caillava.
- Adaptation : Jean-Charles Tacchella.
- Dialogue : Jean-Charles Tacchella.

- Avec : Maurice Bourbon / Florence Brière / Mony Dalmès / Françoise Deldick / Hélène Dieudonné (Mlle Legentil) / Madeleine Lambert / Madeleine Lebeau / Lisette Lebon / Jacqueline Morane / Denise Péron / Jacques Ramade / Claude Rollet / Alice Sapritch (Mme Gaillard) / Géo Wallery.

Cette histoire est adaptée au chapitre III de l’ouvrage “Allo police” de Pierre Lamblin.
- Résumé : Un mystérieux cambrioleur s’est introduit chez Mlle Legentil et chez Mme Gaillard. Il a fouillé partout sans rien emporter. Mme Gaillard décide d’installer des pétards derrière sa porte… Le cambrioleur s’introduit de nouveau chez les deux femmes… Roger le chinois, qui a commis un vol dont le montant n’a pas été retrouvé, a habité l’appartement de Mlle Legentil et de Mme Gaillard…

### Histoire 4: L’Évadé (Insuline)
- Dates de diffusion : 11, 12+14, 13+16, 17 et 18 17 janvier 1967 – double diffusion des 2e et 3e épisodes

- Réalisation : Robert Guez.
- Scénario et adaptation : Raymond Caillava.
- Dialogue : Jean-Charles Tacchella.

- Avec : Marcel Bozzuffi (Bill) / Paul Demange / René Havard (Duparc) / Raymond Loyer (Martial) / Max Montavon / Claude Rollet (Beynat) / Sylvie Solar (Sylvie) / Raymonde Vattier.

- Résumé : Bill, un dangereux bandit, vient de s’évader. La police qui craint de voir Bill régler ses comptes protège un témoin à charge, Duparc, ainsi que Sylvie, l’ex fiancée du gangster. Sylvie va se cacher dans l’appartement d’une amie. Mais Bill, qui reste introuvable cherche par tous les moyens à trouver de l’insuline, et réussit enfin à se procurer le précieux médicament…

### Histoire 5: Le Chauffard (Accident)
- Dates de diffusion : 19, 20, 21, 23 et 24 janvier 1967

- Réalisation : Robert Guez.
- Scénario et adaptation : Raymond Caillava.
- Dialogue : Jean-Charles Tacchella.

- Avec : Jacques Couturier / Claude Debord (Arnoux) / Germaine Delbat / Pierre Lafont / Georges Loriot (Le marchand de marrons) / Marco Perrin (Brax) / François Robert (Maillé) / Michel Trévières / Roland Giraud (Mécanicien d'un garage)

Cette histoire est adaptée au chapitre IV de l’ouvrage “Allo police” de Pierre Lamblin.
- Résumé : Un marchand de marrons est renversé par une voiture. Le conducteur poursuit sa route… Les personnes ayant assisté à l’accident se contredisent. Un témoin a repéré la voiture du chauffard et relevé son numéro. Ce dernier, un nommé Maillé, est convoqué au poste de police. Tout l’accuse, mais il nie les faits. Une autre personne, Arnoux, se présente et prétend être l’auteur de l’accident…

### Histoire 6: Le Petit horloger
- Dates de diffusion : 25, 26, 27, 28 et 30 janvier 1967

- Réalisation : Robert Guez.
- Scénario et adaptation : Raymond Caillava.
- Dialogue : Jean-Charles Tacchella.

- Avec : Sophie Agacinski (Françoise) / Renée Barell (Mme Depeint) / Robert Bazil / René Clermont (M. Depeint) / Albert Dinan (Labattut) / Hubert de Lapparent / Frédérique Ruchaud

Cette histoire est adaptée au chapitre V de l’ouvrage “Allo police” de Pierre Lamblin.
- Résumé : Depeint, un petit horloger du quartier, a disparu. Sa femme vient au commissariat. Après sa disparition, son veston a été retrouvé dans la seine. Les policiers pensent que l’horloger s’est suicidé. Peu à peu, on découvre qu’il menait une double vie : il avait l’habitude de rencontrer une jeune femme dans un café…

### Histoire 7: Règlements de comptes
- Dates de diffusion : 31 janvier, 1er, 2, 3 et 6 février 1967

- Réalisation : Pierre Goutas.
- Scénario et adaptation : Raymond Caillava.
- Dialogue : Jean-Charles Tacchella.

- Avec : Jean-Pierre Auguez / Betty Becker / Pauline Carton / Paula Dehelly / Dora Doll / Paulette Dubost / Pierre Frag / Pierre Leproux (Bérard) / Raymond Loyer (Martial) / François Maistre (Foulain) / Lucien Raimbourg / Roland Giraud (le mécanicien).

Cette histoire est adaptée au chapitre VI de l’ouvrage “Allo police” de Pierre Lamblin et dans l’ouvrage “Allô… police” de G. A. Pakar.
- Résumé : Un cambrioleur s’est introduit chez M. Foulain. Les policiers arrivent immédiatement, mais le malfaiteur parvient à s’échapper. Les policiers retrouvent l’adresse de Laprade, le cambrioleur, qui habitait à l’hôtel. L’enquête les conduit dans une pension de famille, puis dans un garage. Ils découvrent que Laprade avait une fausse identité. Gray est son vrai nom, et il a déjà cambriolé deux fois l’appartement de M. Foulain, alors que ce dernier l’avait escroqué…

### Histoire 8: L'Affaire Cortedani
- Dates de diffusion : 7, 8, 9, 10+13 et 14 février 1967 – double diffusion du 4e épisode)

- Réalisation : Pierre Goutas.
- Scénario et adaptation : Raymond Caillava.
- Dialogue : Jean-Charles Tacchella.

- Avec : Jacques Balutin / Jean-Pierre Bernard (Cortedani) / Florence Blot / Max Desrau / Roger Dumas (Justin) / Michel Ferrand / Jacques Galland / Jacques Hilling / Raymond Loyer (Martial) / Jacques Monod (Charlie) / Jean Tissier (Muller) / Pierre Tornade.

- Résumé : Justin, un ancien collègue d’Abadie devenu rempailleur de chaises, voit s’enfuir d’une bijouterie un homme qui ressemble à l’un de ses amis. Il alerte Abadie. Grâce à un portrait-robot, le bandit est identifié. Il s’appelle Cortedani. Justin le repère aux courses et le suit. Les policiers l’arrêtent. Ils font semblant de croire à ses explications et le relâchent. Mais ils le suivent, espérant qu’il les conduira jusqu’au chef de la bande…

### Histoire 9: Le Témoignage de l’écolier
- Dates de diffusion : 15, 16, 17, 18 et 20 février 1967

- Réalisation : Jean Dewever.
- Scénario et adaptation : Raymond Caillava.
- Dialogue : Jean-Charles Tacchella.

- Avec : Gaby Basset / Paul Bonifas / Abel Corty / Rémy Darcy / Dominique de Keuchel (Eric) / Anna Gaylor (la mère d’Eric) / Nane Germon / Roger Jacquet / Paul Mercey (M. Normand) / Odette Piquet / Catherine Rouvel

Cette histoire est adaptée au chapitre VII de l’ouvrage “Allo police” de Pierre Lamblin.
- Résumé : Eric, 10 ans, en jouant sur son balcon, aperçoit dans l’appartement voisin Mme Normand gisant sur le sol. Il prévient le commissaire Lambert. Arrivé sur les lieux, le commissaire ne trouve pas trace de cadavre. Eric, questionné en présence de sa mère, finit par avouer qu’il a menti. Mais Mme Normand a tout de même disparu. M. Normand apporte aux enquêteurs une lettre écrite par sa femme, lui annonçant son départ…

### Histoire 10: La Voyante
- Dates de diffusion : 21, 22, 23, 24 et 25 février 1967

- Réalisation : Jean Dewever.
- Scénario et adaptation : Raymond Caillava.
- Dialogue : Jean-Charles Tacchella.

- Avec : Laurence Badie / Gilette Barbier / Robert Burnier (Kernevel) / Gabriel Cattand (M. Foucaud) / Ludmila Hols / Raymond Loyer / Marie-France Mignal / Jacqueline Staup / Rosette Zucchellin (Mme Nicolas).

Cette histoire est adaptée au chapitre VIII de l’ouvrage “Allo police” de Pierre Lamblin.
- Résumé : Chaque jour, le commissariat reçoit des lettres anonymes. En même temps, un certain Kernevel vient annoncer aux policiers qu’il a entendu un coup de feu chez sa voisine, Mme Foucaud. Une nouvelle lettre anonyme annonce aux enquêteurs que Mme Foucaud a assassiné son mari avant son départ pour l’étranger. Les policiers arrivent à identifier l’auteur des lettres anonymes. Ils cherchent Olga, la femme de ménage de Mme Foucaud. Mais celle-ci leur a donné une fausse adresse…

### Histoire 11: Chantage
- Dates de diffusion : 27, 28 février, 1er, 2 et 3 mars 1967

- Réalisation : Pierre Goutas.
- Scénario et adaptation : Raymond Caillava.
- Dialogue : Jean-Charles Tacchella.

- Avec : Raoul Curet  / France Delahalle (Mme Boyer) / Gérard Lartigau (Ralph) / Francis Lax (Vignaud) / Robert Le Béal / Raymond Loyer / Robert Manuel (Landry) / Hénia Suchar (Édith).

Cette histoire est adaptée dans l’ouvrage “Allo… police” de G. A. Pakar.
- Résumé : Le jeune Ralph joue au poker avec deux amis, Landry et Vignaud. Par la suite, il apprend que ces derniers ont triché : aussi il décide de s’introduire chez Landry pour récupérer l’argent qu’il a perdu. Ce dernier porte plainte et découvre que son voleur n’est autre que Ralph. Mais bientôt, on découvre Landry assassiné dans sa chambre. Son complice a disparu. Les soupçons se portent aussitôt sur le jeune Ralph…

### Histoire 12: Affaire de famille
- Dates de diffusion : 4, 6, 7, 8 et 9 mars 1967)

- Réalisation : Robert Guez.
- Scénario : Raymond Caillava.
- Adaptation et dialogue : Jean-Charles Tacchella.

- Avec : Hélène Duc (Coralie) / Eliane Giovagnoli (Jackie) / Bernard Henry (Patrick) / Madeleine Lebeau / Raymond Loyer / Albert Michel / Pierre Mirat / Sylvie Pelayo / Jacqueline Rivière / Robert Rollis / Madeleine Vimes.

Cette histoire est adaptée au chapitre IX de l’ouvrage “Allo police” de Pierre Lamblin.
- Résumé : Au volant d’une Sunbeam, le jeune Patrick a renversé un piéton. Les policiers apprennent que les deux passagers qui se trouvaient à bord lors de l’accident ont disparu. Il s’agit d’une jeune fille et d’un chinois connu de la police. Les policiers enquêtent sur les lieux de l’accident. Ils aperçoivent la Sunbeam à bord de laquelle ont pris place Patrick, une jeune fille et un chinois. Celui-ci remet aux jeunes gens une somme importante. Le lendemain, on le découvre assassiné…

### Histoire 13: L'Affaire Dreux
- Dates de diffusion : 10, 11, 13, 14 et 15 mars 1967

- Réalisation : Dominique Genée.
- Scénario et adaptation : Raymond Caillava.
- Dialogue : Jean-Charles Tacchella.

- Avec : Georgette Anys (Mme Lagrelle) / Louis Arbessier (Montignac) / Michèle Bardollet / Yves Barsacq (Vayrac) / Anne Bertolli / Louis Bugette / Jeanne Colletin (Mme Dreux) / Roland Lesaffre (Dreux) / Laurence Ligneres / Raymond Loyer (Martial) / Hubert Noël / Cécile Vassort.

Cette histoire est adaptée au chapitre X de l’ouvrage “Allo police” de Pierre Lamblin.
- Résumé : Un certain Vayrac suit depuis plusieurs jours un nommé Dreux. Celui-ci est retrouvé assassiné. L’homme qui avait suivi la victime se présente au commissariat. C’est un détective privé, qui était chargé se surveiller Dreux. Mais ce n’est pas Mme Dreux qui faisait suivre son mari. Le détective opérait en réalité pour la secrétaire de Dreux…

### Histoire 14: Un couple qui divorce
- Dates de diffusion : 16, 17, 18, 20 et 21 mars 1967

- Réalisation : Robert Guez.
- Scénario, adaptation et dialogue : Jean-Charles Tacchella, d’après une idée de Raymond Caillava.

- Avec : Max Amyl (Grimod) / Brigitte Auber (Liliane) / Daniel Brémont / Évelyne Dandry (Véronique) / Renée Dennsy / Jean-Pierre Moulin (Philippe) / Sophie Sam / Christine Simon.

Cette histoire est adaptée au chapitre XI de l’ouvrage “Allo police” de Pierre Lamblin.
- Résumé : Une femme, Liliane Lauris, se présente au commissariat pour porter plainte contre son mari dont elle veut se séparer. Il lui a “volé” un diamant qu’elle tenait de sa famille. Elle monte une combine pour faire récupérer sa pierre par Véronique, son amie intime. Véronique accomplit parfaitement la mission, mais à un détail près : elle a dérobé chez le mari de Liliane une pierre qui n’est pas la sienne, mais une autre, de beaucoup plus grande valeur…

### Histoire 15: Un mari fidèle
- Dates de diffusion : 22, 23, 24, 25 et 27 mars 1967

- Réalisation : Robert Guez.
- Scénario et dialogue : Jean-Charles Tacchella, d’après une idée originale de Raymond Caillava.

- Avec : Georges Adet / Aline Bertrand / Pascal Bressy / Jacques Duby (Pascal) / André Faure / Raymond Loyer (Martial) / Micheline Luccioni (Juliette) / Laurence Morisot / Pasquali / Danick Patisson (Denise).

Cette histoire est adaptée au chapitre XII de l’ouvrage “Allo police” de Pierre Lamblin.
- Résumé : Pascal Cantagrel, employé modèle, comptable depuis 20 ans dans une agence de voyage, est un mari parfait… aux yeux de ses deux femmes !. Un vol a eu lieu à l’agence de voyages. Pascal a accumulé les preuves destinées à égarer les recherches des policiers. Lambert organise une perquisition au domicile de Pascal, mais qui ne donne rien. Le lendemain, le patron de Pascal reçoit un pneumatique : son comptable, considérant que toutes ces accusations sont injustes, préfère disparaître…

### Histoire 16: Le dévoyé
- Dates de diffusion : 28, 29, 30, 31 mars et 1er avril 1967

- Réalisation : Robert Guez.
- Scénario et dialogue : Jean-Charles Tacchella, d’après une idée originale de Raymond Caillava.

- Avec : Edmond Ardisson / Michel Barbey (Vincent) / Marie-Hélène Breillat (Eveline) / René Dary (M. Aimé) / Michel Duplaix / Patrice Huet (Joris) / Raymond Loyer (Martial) / Pierre Santini.

Cette histoire est adaptée dans l’ouvrage “Allô… police” de G. A. Pakar.
- Résumé : Un soir, alors qu’il rentre chez lui, Francin entend des cris en traversant un square. Un jeune homme est pris à partie par des voyous. Francin intervient, les deux assaillants prennent la fuite. Le jeune homme, un certain Joris, mécano dans un garage tenu par un certain M. Aimé chez qui travaille aussi son oncle Vincent, est mal en point. M. Aimé s’inquiète des relations du jeune Joris avec cet individu qu’il découvre être le commissaire Francin. Il oblige le jeune homme à participer à une livraison à l’étranger de voitures volées…

### Histoire 17: Jeux dangereux
- Date de diffusion : 9 avril 1967
- Durée : 54 min 48 s
- Réalisation : Dominique Genée.
- Scénario  et dialogues : Jean-Charles Tacchella, d’après une idée originale de Raymond Caillava.
- Avec : Marc Dudicourt (Dumont) / Paul Leperson (Loisel) / Ginette Mathieu (Nora) / Guy Parigot (Letellier) / Georges Staquet (Mazel) / Louis Velle (Leduc) / Max Vialle (Roland)

- Résumé : Un quincaillier, victime d’un cambriolage nocturne, alerte le commissariat. Abadie dresse l’inventaire des objets volés…

### Histoire 18: La Foire aux escrocs
- Date de diffusion : le 16 avril 1967
- Durée : 54 min 19 s
- Réalisation : Pierre Goutas.
- Scénario : Jean-Charles Tacchella, d’après une idée originale de Raymond Caillava.
- Avec : Alfred Adam (Ribe-Manier) / Gérard Buhr (Boivin) / Jean-François Calvé (Druge) / Pierre Collet (Chassagne) / Guy Kerner (Garreau) / Olga Valery (Mme Saignon) / Henri Vilbert (Marco)

- Résumé : Marco Sanguinelli, un vieux truand décide avant de mourir, de raconter au policier Mareuil un coup qu’il a réussi il y a 3 ans : le vol d’un tableau de Van Gogh pour lequel il n’a jamais trouvé d’acquéreur. Le tableau que Mareuil a trouvé au domicile du truand paraît authentique. Cependant, le vrai tableau se trouve toujours chez Mme Saignon, la veuve d’un peintre…

### Histoire 19: Brelan d’As
- Date de diffusion : 23 avril 1967
- Durée : 54 min 53 s
- Réalisation : Ado Kyrou.
- Scénario et dialogue : Jean-Charles Tacchella, d’après une idée de Raymond Caillava.
- Avec : François Bennard (Ferdi) / Jacques Blot (Benezet) / Claude Cerval (Manu) / Jacques Charby (Oscar) / Pierre Collet (Chassagne) / Léonce Corne (Papiche) / Maria Machado (Nelly) / Antoine Marin (chauffeur de taxi) / Georges Montillier (Odilon) / Raymond Pélissier (Babs)

- Résumé : Un certain Benezet, qui s’occupe d’œuvres philanthropiques et essaie de ramener des alcooliques dans le droit chemin, demande à l’officier de police Abadie de rechercher Olga. Celle-ci a un frère qui pousse son fiancé à boire. Ils ont tous disparu après que Benezet eut prêté une grosse somme d’argent à la jeune femme. Abadie soupçonne les trois personnages…

### Histoire 20: Le Mille-pattes
- Date de diffusion : 30 avril 1967
- Durée : 51 min 51 s

- Réalisation : Pierre Goutas.
- Scénario : Raymond Caillava.
- Adaptation et dialogue : Jean-Charles Tacchella.

- Avec : Yvonne Clech (Mme Deschamps) / Louisa Colpeyn (Yolande) / Nicole Desailly (Mme Menou) / Pierre Destailles (M. Perret) / Viviane Everly (Christine) / Patrick Jantet / Marius Laurey / Raymond Loyer (Martial) / Jean-François Maurin / Jacques Roussillon (Caussade) / Jean-Jacques Steen (Corimon) / Ghislaine Valence (Dr Roux) / Henri Virlogeux (M. Deschamps).

- Résumé : M. et Mme Deschamps et leurs enfants sont installés depuis peu de temps dans un immeuble moderne. Ils ont comme voisin M. Perret, célibataire et représentant en publicité. Chaque fois que celui-ci séjourne à Paris, des cris viennent troubler leur tranquillité. M. Deschamps décide de porter plainte pour tapage nocturne. À partir de ce moment-là, la guerre est ouverte entre M. Perret et les Deschamps…

### Histoire 21: L'Homme en pyjama
- Date de diffusion : 7 mai 1967
- Durée : 1 h 1 min 36 s

- Réalisation : Pierre Goutas.
- Scénario : Raymond Caillava.
- Adaptation et dialogue : Jean-Charles Tacchella.

- Avec : Simone Chatelain / Nicole Chomo / Madeleine Clervanne (Mme Estagel) / Eva Damien / Michel Gatineau (Piana) / Henri Labussière / Raymond Loyer (Martial) / Annette Poivre (caissière) / Louise Roblin (Mme Jarsy) / Serge Sauvion (Parent) / André Var (M. Mauzac)

- Résumé : Un homme déambule en pantoufles dans les rues de Paris. Il porte un imperméable sur son pyjama. Soudain, il s’écroule. Il est transporté à l’hôpital et, en l’examinant, on s’aperçoit qu’il a reçu une balle dans la tête. Depuis l’accident, l’homme est devenu amnésique. Pour essayer de l’identifier, on publie sa photo dans les journaux. Au bout de quelques jours, les policiers reçoivent un coup de téléphone qui les met sur une piste…

### Histoire 22: La Vendeuse
- Date de diffusion : 14 mai 1967
- Durée : 54 min 32 s

- Réalisation : Pierre Goutas.
- Scénario : Raymond Caillava.
- Adaptation et dialogue : Jean-Charles Tacchella.

- Avec : Marius Balbinot / Charles Blavette (Garcin) / Liliane Cebrian (Marie-Claude) / Eva Damien (Janine) / Arlette Didier (Mme Abadie) / Fernand Guiot / Philippe Lemaire (Giuliani) / Orlane Paquin (Nicole) / Denise Provence (Mme Rolland) / Maurice Vamby (Roger).

- Résumé : Des inconnus font perdre à Nicole sa place de vendeuse. Une jeune femme médecin, Mme Rolland, lui propose un remplacement d’une dizaine de jours. Bien entendu, en raison des appels de nuit, Nicole devra coucher au domicile de Mme Rolland. La jeune fille accepte, car le travail est assez bien payé. Quelque temps après, Nicole regagne son domicile et s’aperçoit qu’en son absence, quelqu’un a habité chez elle. Elle avertit les policiers qui recherchent tout de suite Mme Rolland. Celle-ci est introuvable. De plus, elle n’a jamais été médecin…

### Histoire 23: L'Affaire AlaricIII
- Date de diffusion : le 21 mai 1967
- Durée :  52 min 58 s

- Réalisation : Daniel Lecomte.
- Scénario : Raymond Caillava.
- Adaptation et dialogues : Noël Calef.

- Avec : Paul Bonifas (Clovis) / Fabian Cevallos (Melgasso) / Robert Dalban (Gervais) / Christine Fersen (Alaric III) / Jacques Giraud (contremaître) / Raymond Loyer (Martial) / Jean-Claude Maître (l’ouvrier) / Alfred Panou (Ambroise) / Marcel Pérès (Poulain).

- Résumé : Une curieuse affaire passionne le public : un certain Alaric III perce, jour après jour, des coffres forts d’un certain type et renvoie son butin à la police le lendemain du larcin. S’agit-il d’un mauvais plaisant ou d’un homme dangereux ? Une tentative de meurtre fait pencher pour la deuxième hypothèse…

### Histoire 24: L'Affaire du vieux tableau
- Date de diffusion : le 28 mai 1967
- Durée :  58 min 22 s

- Réalisation : Roger Iglésis.
- Scénario : Raymond Caillava.
- Adaptation et dialogues : Noël Calef.

- Avec : Raymond Baillet (le curé) / Dominique Bernard (le peintre Lambert) / Jean Bolo (l'antiquaire) / Martine Brochard (Justine) / Gabrielle Doulcet / Pierre Fromont (Grenier) / Madeleine Lebeau (Mme Lambert / Marianne Lecène (Mme Capdevielle) / Pierre Lioté (M. Capdevielle) / Philippe Mareuil (le peintre) / Jacques Marin (le boucher) / Yves Peneau (Collet) / Edith Perret (Mme Bélier) / Bernadette Stern (la jeune fille).

- Résumé : Deux gardiens de la paix ont exposé leurs tableaux dans un salon. Chacun d’eux a peint un pont de Paris. Le tableau représentant le Pont d’Iéna est volé. Quelques jours plus tard, on le retrouve à la même place, mais le tableau du Pont des Arts a disparu. Il a été vendu. C’est un agent nommé Capdevielle qui l’a peint sur une vieille toile dont une veuve lui avait fait cadeau. La police tente de remonter la filière…

### Histoire 25: Le Témoin
- Date de diffusion : 4 juin 1967
- Durée : 54 min 3 s

- Réalisation : Paul Siegrist.
- Scénario : Raymond Caillava.
- Adaptation et dialogues : Noël Calef et Jean-Marie Durand

- Avec : Kim Camba (Castelet) / Grégory Chmara (Mimile) / Roland Demongeot (de) / Ricardo Garutti (Ricardo) / Jean Landier / Charles Moulin (Laurent) / Marcel Nourquis (l’acrobate) / Piéral (Little Gérald) / Andrée Tainsy (concierge).

- Résumé : Il n’est parfois pas si facile de voler sa propre caisse. Et il arrive que, le voleur essayant de supprimer un témoin gênant, ce soit le cadavre d’un autre que l’on découvre. Un vieux clown malade qui, d’un seul coup, se décide à commettre un crime, voilà qui peut paraître illogique. Le directeur du cirque, lui, au moins, aurait une bonne raison, sinon une bonne excuse : le démon de midi. Tout étant supérieurement organisé pour un crime parfait, le grain de sable se glisse dans l’engrenage à la suite d’un incident insignifiant : une simple gaffe, dirait-on…

### Histoire 26: Mélo
- Date de diffusion : 11 juin 1967
- Durée : 1 h 0 min 30 s

- Réalisation : Roger Iglésis.
- Scénario :  Raymond Caillava.
- Adaptation et dialogues : Noël Calef.

- Avec : Marcel Alba (Perrat) / Charles Blavette (Courteau) / Muse Dalbray (concierge) / Henri-Jacques Huet (Louis) / Raymond Loyer (Martial) / Yves-Marie Maurin (Vanot) / Michel Nastorg (l’agent) / Pascale Roberts (Arlette) / Jacques Sarthou (Rossi) / Sybil Saulnier (Sophie) / Roger Tréville (Frévilly).

- Résumé : Une jeune fille, Arlette, se présente chez le psychiatre Frévilly afin d’obtenir un rendez-vous. Quelques instants plus tard, elle se rend à la bijouterie de M. Perrat : trois rivières de diamants d’une valeur de quatre-vingt millions vont ainsi changer de mains. Arlette a un complice nommé Louis. La police est alertée et recherche les bijoux disparus…

## Saison 2
Les épisodes sont diffusés sur la 1re chaîne de l’ORTF, du lundi au vendredi de 19 h 40 à 19 h 55.

### Histoire 27: Le Déjeuner de Suresnes
- Dates de diffusion : du 10 au 14 février 1969

- Réalisation : Michel Strugar.
- Scénario : Raymond Caillava.
- Adaptation et dialogue : Jean Cosmos.

- Avec : Georges Aubert (le patron de la buvette) / André Badin (Kiki) / Bruno Balp (Campuac) / Raoul Curet (l’Agrégé) / Claudine Delveaux (l’infirmière) / Hélène Dieudonné (la gardienne du musée) / Dora Doll (Viviane) / Jean Franval (Jules) / Gilbert Gil (le médecin) / Madeleine Lebeau (Mme Lambert) / Raymond Loyer (Martial) / Florence Musset (la standardiste) / Raymond Pélissier (le directeur de la prison).

- Résumé : Le commissaire Lambert vient d’être nommé officier de la Légion d’Honneur. Pour célébrer l’événement, il a invité tous ses collaborateurs à déjeuner dans une ravisante auberge à Suresnes, alors que ses inspecteurs sont sur la piste d’un évadé, Raymond Degréga, dit “Dédé l’Agrégé”, qui est insaisissable. À l’initiative du commissaire divisionnaire Martial, Francin va enquêter sur les lieux de l’évasion de l’Agrégé. À son retour, Lambert met le doigt sur un détail troublant des activités de l’ex-prisonnier, qui a usé de son autorité de bibliothécaire de l’établissement pénitentiaire pour acheter et lire toute l’œuvre d’un certain Ludovic Manessy du Ploet…

### Histoire 28: Les Squirrel’s
- Dates de diffusion : du 17 au 21 février 1969

- Réalisation : Pierre Goutas.
- Scénario : Raymond Caillava.
- Adaptation et dialogue : Jean Ferry.

- Avec : Jean-Paul Coquelin (Germand) / Michel Dehane (M. Berquin) / France Delahalle (Hélène) / Jean-Jacques Douvaine (l’agent) / Denis Julien (Julien) / Lisette Lebon (Nina) / Henri Delivry (le musicien) / Raymond Loyer (Martial) / Marcel Lupovici (Fredo) / Yves Massard (Raymond) / Jacqueline Pierreux (Cynthia) / Jean-Michel Rouzière (le professeur Malot). À noter l’absence du commissaire Lambert dans cette histoire.

- Résumé : Le commissaire adjoint Francin, qui remplace Lambert, en vacances, trouve le temps long, mais d’étranges événements se préparent, notamment une histoire de maître-chanteur. Mais la victime, Raymond Rémy, s’est trompée : le véritable maître-chanteur est un magicien de music-hall miteux, Fredo, qui prétend lui vendre très cher un important secret. Raymond tente de lui arracher par la force. Une bagarre bruyante s’engage ; la police survient…

### Histoire 29: Au diable la malice
- Dates de diffusion : du 24 au 28 février 1969

- Réalisation : Ado Kyrou.
- Scénario et dialogue : André Barnier (=André Thorent)
- Adaptation et dialogue : Jean Ferry.

- Avec : Raoul Billerey (Bedu) / Henriette Conte (Sophie Desnoyer) / Daniel Dancourt (Maurier) / Paul Demange (Gournot) / Roger Desmare (l’armurier) / Zo Devil (Juliette) / Hélène Duc (Mme Martens) / André Falcon (Roger Parent) / Marc Fayolle (le médecin) / Henri Gilabert (Gervais) / Michelle Loubet (l’infirmière) / Jean Maley (le journaliste) / Jacques Mauclair (Foucot) / Claire Maurier (Françoise Vernon) / Dominique Minot (Jeanne) / Christian Nohel (l’inspecteur Rondon) / François Robert (Cerjat) / Georges Spanelly (Cantrel) / Jacques Verlier (Gérard Grandel). À noter l’absence du commissaire Lambert et de l’inspecteur Mareuil dans cette histoire.

- Résumé : Le commissaire adjoint Francin, accompagnée d’une amie, assiste à une représentation théâtrale, interrompue presque dès le début, par un incompréhensible accident survenu en scène à l’acteur Grandel. Les interrogatoires des acteurs se poursuivent au commissariat. Un certain Bedu, interrogé par Francin, affirme n’avoir aucune raison d’en vouloir à Grandel, un véritable ami. Pour découvrir le responsable de l’accident, Francin va au théâtre pendant une répétition. Il y fait la connaissance de la directrice, une femme bien peu agréable…

### Histoire 30: Deux journées délicieuses
- Dates de diffusion : du 3 au 7 mars 1969

- Réalisation : Michel Strugar.
- Scénario : Maurice Guillot.
- Adaptation et dialogue : Georges Bardawill.

- Avec : Michel Charrel (Stanislas) / Michel Creton (Sammy) / André Daguenet (le partenaire) / André Faure (Yvan) / Marcelle Hainia (Mme Gretos) / Bob Morel (Marco) / Gilbert Robin (Boex-Junot) / Michel Salina (François) / Bernard Spiegel (Gabriel). À noter l’absence du commissaire Lambert et de l'inspecteur Abadie dans cette histoire.

- Résumé : Mme Gretos, vieille et charmante milliardaire, est suivie par une mystérieuse voiture. Un soir, à la sortie du club de bridge, elle monte dans sa voiture, sans se rendre compte que le chauffeur n’est pas le sien… Où est passée la voiture ? les complices de Sammy, ne se doutant pas de la vérité, sont persuadés qu’ils ont été trahis. Marco, le chef de bande, prévient le “commanditaire” de l’échec du rapt…

### Histoire 31: L'Enquête invisible
- Dates de diffusion : du 10 au 14 mars 1969

- Réalisation : Ado Kyrou.
- Scénario : Bertrand Viard.
- Adaptation et dialogue : Jean Ferry.

- Avec : Pierre Arditi (Alfredo) / Jacques Blot (le faux agent) / Jean-Claude Bouillot / Guy Bréjac (le producteur) / Béatrice Constantini (la visiteuse) / Jean-Jacques Douvaine (Lemoine) / Anny Duperey (Olga) / Guy Fox (Jacques) / Sylva Grégory (la 1re secrétaire) / Nicole Karen (la 2e secrétaire) / Catherine Lafond (la fleuriste) / Raymond Loyer (Martial) / Albert Michel (le patron du café) / Dominique Page (la jeune femme) / Jean Rupert (le facteur) / Jean Topart (Stirner) / Bertrand Viard (le réalisateur). À noter l’absence du commissaire Lambert et des inspecteurs Mareuil et Leblanc dans cette histoire.

- Résumé : L’inspecteur Abadie est mêlé à une altercation entre une jeune femme élégante et un agent, tandis qu’au même endroit et au même moment, un homme est enlevé… La mystérieuse jeune femme, protégée par un certain Stirner, s’appelle Olga. Elle reçoit le visite de Jacques, le garde du corps de Stirner. Elle lui reproche d’avoir laissé enlever son patron par le gangster Alfredo…

## Saison 3
Les épisodes sont diffusés sur la 1re chaîne de l’ORTF, du lundi au vendredi de 19 h 25 à 19 h 40.

### Histoire 32: Grand-mère prise au piège
- Dates de diffusion : du 22 au 26 juin 1970

- Réalisation : Michel Strugar.
- Scénario : Raymond Caillava.
- Adaptation et dialogue : Yves Gibeau.

- Avec : Maurice Auzel (le portier du Club) / Karyn Balm (la décoratrice) / Daniel Brémont (le médecin) / Serge Coursan (le gardien du parking) / Carmen Debarre (la femme d’Anatole) / Georges Gracias (Cadoudal) / Anne Maresco (Geneviève) / Jean Michaud (Jalabert) / Dorian Paquin (Jean-François) / Jeanne Perez (Mme Montel) / William Sabatier (Montel) / Jean-Paul Tribout (Antoine).

- Résumé : Une nuit se produit un accident de circulation dont ni la presse ni la radio n’ont parlé. Un seul témoin : un dessinateur nommé Jalabert. Un homme a été grièvement blessé, comme l’a constaté le médecin présent sur les lieux. Jalabert trace un portrait-robot du responsable. Un coup de téléphone permet à Abadie de se mettre en quête d’une jeune fille et de son “chevalier servant”, probablement l’auteur de l’accident. Un second portrait-robot permet d’identifier le mystérieux médecin. Il s’agit d’un personnage peu recommandable, rayé de l’ordre depuis des années…

### Histoire 33: L'Affaire est dans le lac
- Dates de diffusion : du 29 juin au 3 juillet 1970

- Réalisation : Ado Kyrou.
- Scénario : Raymond Caillava.
- Adaptation : Jean Norcel.
- Dialogue : Yves Gibeau.
- Sculptures : Olivier Descamps.
- Automates : Jacques Monestier.

- Avec : Simone Bach (la patronne de la boutique de mode) / Florence Blot (Mme Chauveau) / Lyne Chardonnet (Françoise) / Aristide Demonico (l’ouvrier) / Jean-Jacques Douvaine (l’agent) / Jean-François Jacotin (Jean) / Roger Lumont (Bélier) / François Maistre (Colombani) / Max Montavon (le photographe) / Pierre Pernet (le garçon de restaurant) / Jacques Provins (le père de Françoise) / Rogers (le Monsieur)/ Pierre Tabard (Gaborit/Apollon) / Martin Trévières (le patron menuisier).

- Résumé : Un apprenti menuisier, Jean Cortal, et sa fiancée Françoise, ont entendu dans une villa du lac d’Enghein trois hommes préparant l’enlèvement d’une princesse. Le commissaire Lambert et ses adjoints, d’abord sceptiques, apprennent soudain le rapt dans un musée, de la princesse Matsepout… une statuette en or d’une valeur inestimable. Cortal, grand amateur d’art, part à la recherche de la statuette en or, mais il tombe entre les mains d’un des bandits surnommé Bélier. Bélier se demande s’il ne va pas faire disparaître ce témoin gênant…

### Histoire 34: La Pantoufle de jade
- Dates de diffusion : du 6 au 10 juillet 1970

- Réalisation : Daniel Lecomte.
- Scénario : Raymond Caillava.
- Adaptation et dialogues : Jean Cosmos.

- Avec : Annick Alane (la voisine) / Jacques Dhery (Louviers) / Daniel Emilfork (Kempf) / Pascal Fardoulis (le photographe) / Dany Jacquet (Coco) / Henri Labussière (le cordonnier) / Raymond Loyer (Martial) / Luong Ham-Chau (Wong-Ping) / Laurence Mercier (la mère) / Marco Perrin (Potron-Minet) / Roger Trapp (le chauffeur de taxi) / Tiny Yong (Cécile).

- Résumé : Dans l’appartement désert de Jacques Louviers-Domme, Potron-Minet se livre, selon sa bonne habitude, à un cambriolage, lorsqu’il découvre un bébé abandonné, pleurant dans son berceau. Un cordonnier témoigne que le bébé découvert était dans un véhicule accidenté volé la veille au soir. La police est mise sur la piste d’une jeune femme avec une pantoufle incrustée de pierreries. Abadie et Leblanc se rendent chez Wong Ping, un pédicure chinois qu’ils soupçonnent de protéger la mystérieuse jeune femme…

### Histoire 35: La Petite planète
- Dates de diffusion : du 13 au 17 juillet 1970

- Réalisation : Pierre Goutas.
- Scénario : Raymond Caillava.
- Adaptation et dialogues : Jean Cosmos.
- Automates : Jacques Monestier.

- Avec : Jacques Arbez (Rémalard) / Mag Avril (Angèle Mazirat) / Madeleine Barbulée (Anna Mazirat) / Claude Bertrand (Tadersky) / Nicole Chomo (la patronne de restaurant) / Anna Douking (Colette) / Théo Fouquet (Marcel) / Marion Game (l’employée) / Clément Harari (Pépé l’orgueil) / Raoul Henry (Loguevy) / Jean Imbert (le courtier) / Madeleine Lebeau (Mme Lambert) / René Lefèbvre-Bel (Jérôme) / Raymond Loyer (Martial) / Jean-Pierre Moutier (Robert) / Pierre Tornade (Janvier).

- Résumé : Robert Mazirat, inventeur, vit en compagnie de ses deux tantes. Quand l’une disparaît, la mort est attribuée à un suicide, selon le témoignage d’un clochard pittoresque, Janvier, qui a partagé les dernières heures de la victime. L’affaire paraît classée. Mais Robert semble être l’auteur d’un attentat contre un locataire et sculpteur avant-gardiste – Gabriel Tadersky, et de plus, il prévient le commissaire Lambert de sa décision de disparaître à son tour…

### Histoire 36: Retour à l'envoyeur
- Dates de diffusion : du 20 au 24 juillet 1970

- Réalisation : Daniel Lecomte.
- Scénario : Raymond Caillava.
- Adaptation et dialogues : Yves Gibeau.

- Avec : Marie-Christine Barrault (la religieuse) / Michel Beaune (le masseur) / Bernard Charlan (le régisseur) / Gabrielle Doulcet (la voisine) / Bernard Frémaux (l’expert) / Claude Jade (Liliane Fressoles) / Henri Lambert (Mourlaque) / Bernard Lavalette (le juge) / Madeleine Lebeau (Mme Lambert) / Jean Marconi (le directeur de la banque) / Juliette Mills (Juliette Fressoles) / Pierre-Jacques Moncorbier (Paladuc) / André Philip (l’antiquaire) / Marcelle Ranson (Mme Fressoles) / Janine Souchon (Mme Mourlaque).

- Résumé : Le commissaire Lambert découvre dans un secrétaire un revolver et des coupures de journaux concernant un crime vieux de trois ans : l’assassinat de l’usurier Paladuc. Lambert pense à la culpabilité d’un chauffeur de taxi – Mourlaque. Il rend visite à Liliane, la fille de Fressoles, un homme mort accidentellement il y a deux ans. La mère de Liliane, une alcoolique désespérée, est soupçonnée. Perrault, son masseur habituel, prétend être persuadé de l’innocence du chauffeur de taxi. Le jour même du crime, le masseur avait rendu visite à l’usurier… Apparaît alors un régisseur de théâtre, acquéreur du fameux secrétaire…